# 宛如祈禱者 (專輯)
《宛如祈禱者》（英語：Like a Prayer）是美國歌手瑪丹娜第4張錄音室專輯，1989年3月21日由華納兄弟唱片公司旗下的Sire Records發行。距離瑪丹娜的上一張專輯《忠實者》已達三年之久，《宛如祈禱者》在千萬歌迷的引頸期盼下推出，上市之後旋即獲得英美兩地的冠軍。瑪丹娜在《宛如祈禱者》自我頗析反省內心，這有別於她之前的作品，瑪丹娜首度在歌曲中談到自己與家人間的關係，也用歌曲來紀念自己一位因愛滋病逝世的好友，這些歌曲也讓整張專輯顯得較為嚴肅和沉重。瑪丹娜表示要將這張『世紀大作』獻給她在年幼時就已過世的母親。參與製作這張專輯的音樂人，還有當代西洋流行樂壇重量級藝人王子，王子除了擔任製作人外，還與瑪丹娜首次合唱歌曲〈Love Song〉。
《宛如祈禱者》推出之後，無論是在口碑或商業成績上，皆獲得許多正面評價和廣大迴響。美國音樂權威雜誌滾石雜誌在2004年重新給予這張專輯五顆星滿分評等，讚嘆該專輯是“達至藝術品程度的流行音樂作品”。

## 內容

### 專輯簡介
在《宛如祈禱者》這張讓全球樂迷苦等三年的專輯中，瑪丹娜採用了放克、靈魂樂和福音音樂等有別以往的曲風，除了這項新的嘗試外，她也首次在專輯主題之中加入了家庭與宗教等元素，以真誠剖析自己的心靈，歌詞圍繞著自己的童年及青少年時期，堪稱是瑪丹娜最誠實表達的一張專輯。〈Promise To Try〉提及母親早逝對她的影響，瑪丹娜的母親因乳腺癌在卅歲時過世，當時瑪丹娜年僅五歲，這首歌敘述了她自幼喪母的心靈，〈噢 父親〉明白闡述她與父親之間的關係，〈放在一起〉說明了家庭的重要性。而在〈表現自我〉當中，瑪丹娜呼籲了一番女權主義。充滿童趣的〈親愛的潔西〉則是送給製作人好友Patrick Leonard的謝禮。至於〈Spanish Eyes〉是瑪丹娜為紀念因愛滋病去世的好友而創作的。

### 爭議歌曲
瑪丹娜的爭議性歌曲不少，如第二張專輯的同名單曲〈宛如處女〉引發與瑪丹娜產生矛盾的『處女形象』，第三張專輯中〈爸爸別說教〉的『未婚懷孕』等等議題，都遭受不少衛道人士的指責，這次瑪丹娜新專輯所牽涉到的宗教議題，再次挑起了極大的異議聲浪。由於瑪丹娜在專輯同名單曲〈宛如祈禱者〉的音樂影片中，不僅出現內衣外穿、燃燒十字架，甚至親吻非裔教徒等畫面，而惹惱了梵蒂岡，教廷認為瑪丹娜褻瀆宗教。也因為這些指責聲浪，讓已經和瑪丹娜簽約成為廣告代言人的百事可樂不得不取消合約，撤下瑪丹娜的廣告影片，並終止對瑪丹娜日後演唱會的贊助。但無可否認在這次的事件中，無論是對瑪丹娜的新作還是百事可樂的廣告宣傳，都已經達到最高效益。
除了專輯同名單曲〈宛如祈禱者〉的MV備受爭議外，第二支單曲〈表現自我〉也是支引起高度話題的音樂影片，在影片當中，瑪丹娜在脖子綁上鐵鍊，背部全裸入鏡，在地上爬行、低頭舔盤子內牛奶的畫面自然又創造出新的話題出來。這支音樂影片她找來了導演大衛·芬奇負責拍攝，整支影片以黑白畫面呈現為主，當時耗資500萬美元一度成為史上最貴的音樂影片。大衛·芬奇也因為這支音樂影片獲得1989年MTV音樂錄影帶大獎的最佳導演獎。除了最佳導演獎之外，〈表現自我〉也一併獲得最佳攝影獎和最佳藝術指導獎等兩個大獎。

### 商業成績
瑪丹娜睽違三年的專輯《宛如祈禱者》，一發行就立刻佔據全球各大娛樂版面。1989年4月8日專輯首週上榜即攻佔第11名，隨後迅速往排行榜上升，4月22日專輯、單曲同時登上榜首，專輯在榜上獲得六週冠軍，成為瑪丹娜蟬聯最久的冠軍專輯。《宛如祈禱者》銷售達四白金。在英國獲得專輯榜兩週第一，這是瑪丹娜在英美兩國第三張冠軍專輯。
單曲〈宛如祈禱者〉則在單曲榜蟬連三週冠軍，銷售逾百萬張成為白金單曲，這是瑪丹娜第一首美國百萬單曲，第七首全美冠軍單曲，也是第三首英美冠軍單曲。第二、三支單曲〈表現自我〉和〈珍愛〉雙雙獲得亞軍位置，前者受阻於青少年偶像瑪蒂卡的〈Toy Soldiers〉，後者則是被另一位天后珍娜·傑克森的強勁舞曲〈想念你〉斷了冠軍之路。單曲〈表現自我〉銷售達金唱片，它也將瑪丹娜的亞軍單曲累積達四首。
第四首單曲〈噢 父親〉最高名次第20名，這個成績中斷了瑪丹娜自1984年的第4名單曲〈幸運之星〉開始，在單曲榜連續17首TOP 10單曲的紀錄。專輯最後一首單曲〈放在一起〉，雖然最高只得到第8名，但銷售也達到金唱片成績。
在1989年告示牌年終百大專輯排名中，《宛如祈禱者》名列第12名。而在1989年告示牌年終百大單曲排名中，瑪丹娜一個人就佔了三席，分別是第25名的〈宛如祈禱者〉、第55名的〈表現自我〉以及第59名的〈珍愛〉。
《宛如祈禱者》在2012年5月由滾石雜誌公佈的「500 Greatest Albums of All Time」中排名第239。

## 婚姻觸礁
瑪丹娜自1985年27歲生日當天下嫁有“好萊塢火爆浪子”之稱的西恩·潘後，兩人的婚姻生活一直都是新聞媒體追逐的焦點，尤其八卦狗仔更是24小時緊迫盯人。瑪丹娜在忙於自己事業的同時，1987年傳出西恩·潘因在片場動手打人而瑯璫入獄，兩人婚姻亮紅燈的傳言也甚囂塵上，因此瑪丹娜在結束《那女孩是誰》世界巡迴演唱會（Who's That Girl World Tour）之後，決定要休息一陣子，她想努力維繫這段婚姻。瑪丹娜在1988年除了參與百老匯舞台劇《Speed The Plow》演出外，並沒有任何作品的發行。但是，兩人火爆口角衝突的消息卻時有所聞，在1988年的冬天，兩人的新聞上了社會版的頭條，媒體報導女方被男方綁在椅子上限制行動長達9個小時，最後是驚動了警方前往處理事情才落幕。身心俱疲的瑪丹娜終於在1988年12月提交離婚申請，並在隔年1月正式結束了這段風風雨雨的婚姻。
在《宛如祈禱者》的錄製期間，是瑪丹娜遇上這段婚姻最慘淡的景況，於是她藉由音樂創作來療傷，以撫平這段婚姻帶來的傷害。只是誰也沒想到，在如此淒涼的時空背景下，瑪丹娜創作出《宛如祈禱者》這張她在1980年代評價最高的專輯。

## 樂壇影響
《宛如祈禱者》是瑪丹娜在1980年代結束前最後發行的專輯。結算整個1980年代的成績，瑪丹娜以三張冠軍專輯成為女藝人之冠。在單曲方面，她和惠妮休斯頓各以七首全美冠軍單曲並列女藝人第一；但若以前五名的單曲而言，瑪丹娜則以16首TOP 5單曲傲視群雌。另外在舞曲榜上的表現，瑪丹娜也以9首冠軍舞曲遙遙領先所有男女藝人，成為1980年代最佳舞曲藝人。此外，瑪丹娜被媒體包括Billboard、MTV及Musician雜誌封為“1980年代最佳藝人”。

## 曲目列表
| 曲序 | 曲目                       | 词曲                         | 製作人          | 时长 |
| ---- | -------------------------- | ---------------------------- | --------------- | ---- |
| 1.   | "Like a Prayer"            | Madonna Patrick Leonard      | Madonna Leonard | 5:39 |
| 2.   | "Express Yourself"         | Madonna Stephen Bray         | Madonna Bray    | 4:39 |
| 3.   | "Love Song"（with Prince） | Madonna Prince Rogers Nelson | Madonna Prince  | 4:52 |
| 4.   | "Till Death Do Us Part"    | Madonna Leonard              | Madonna Leonard | 5:16 |
| 5.   | "Promise to Try"           | Madonna Leonard              | Madonna Leonard | 3:36 |
| 6.   | "Cherish"                  | Madonna Leonard              | Madonna Leonard | 5:03 |
| 7.   | "Dear Jessie"              | Madonna Leonard              | Madonna Leonard | 4:20 |
| 8.   | "Oh Father"                | Madonna Leonard              | Madonna Leonard | 4:57 |
| 9.   | "Keep It Together"         | Madonna Bray                 | Madonna Bray    | 5:03 |
| 10.  | "Spanish Eyes"             | Madonna Leonard              | Madonna Leonard | 5:15 |
| 11.  | "Act of Contrition"        | Madonna Leonard              | Madonna Leonard | 2:19 |

備註
- "Spanish Eyes"在部份專輯發行版本及單曲"Oh Father"上重命名為"Pray for Spanish Eyes"。

## 單曲排行成績
| 年份 | 歌曲       | 美國單曲榜 | 美國舞曲榜 | 英國單曲榜 |
| ---- | ---------- | ---------- | ---------- | ---------- |
| 1989 | 宛如祈禱者 | 1 (3週)    | 1 (2週)    | 1 (3週)    |
| -    | 表現自我   | 2          | 1 (3週)    | 5          |
| -    | 珍愛       | 2          | -          | 3          |
| -    | 噢 父親    | 20         | -          | 16         |
| -    | 親愛的潔西 | -          | -          | 5          |
| 1990 | 放在一起   | 8          | 1          | -          |

## 外部連結
- Madonna.com > Discography(音樂作品) > Like a Prayer